# 성준 (야구인)
성준(成俊, 1962년 9월 25일 ~ )은 전 KBO 리그 삼성 라이온즈와 롯데 자이언츠의 투수이자, 현재는 수성대학교 야구부 투수코치이다. 통산 97승(85선발승)을 기록해 KBO 리그 역대 좌완투수들 중(은퇴) 송진우, 류현진 다음으로  최다승을 기록했다. 현역 시절 구속은 느렸던 대신 긴 인터벌로 상대 타자들의 집중력을 흐트러뜨려 타이밍을 뺏는 투구로 유명했고, 일명 '인터벌의 달인'이라고 불렸다.

## 선수 시절

### 삼성 라이온즈시절
1986년에 입단하였다.

### 롯데 자이언츠시절
1999년에 이적하였다.

## 야구선수 은퇴 후
은퇴 후 2001년 SK 와이번스에서 지도자 생활을 시작했다. 2007년부터 2009년까지 롯데 자이언츠 투수코치로 활동했고 2009 시즌 후 한화 이글스로 옮겼다. 2010년 한화 이글스가 송진우를 새로운 투수코치로 영입했고, 친정팀에서 잔류군 코치로 있었던 전병호가 재계약에 실패하자 친정팀 코치로 복귀했다. 2011년 시즌에는 2군 잔류군 코치로 있었고, 장효조의 건강 악화로 인해 2군 투수코치였던 양일환이 2군 감독 대행으로 승격되며 2군 투수코치로 보직을 옮겼다. 시즌 후 SK 와이번스 투수코치로 다시 옮겼다.
2020년부터 신생 팀 수성대학교 야구부의 투수코치를 맡는다.

## 출신 학교
- 대구 계성초등학교
- 대구중학교
- 경북고등학교
- 한양대학교 (1982학번)

## 통산 기록
| 년도 | 소속팀 | 평균자책 | 경기수 | 승 | 패 | 세이브 | 홀드 | 완투 | 완봉 | 이닝     | 피안타 | 피홈런 | 4사구 | 탈삼진 | 실점 | 자책점 |
| ---- | ------ | -------- | ------ | -- | -- | ------ | ---- | ---- | ---- | -------- | ------ | ------ | ----- | ------ | ---- | ------ |
| 1986 | 삼성   | 2.36     | 29     | 15 | 5  | 2      | 0    | 6    | 1    | 149      | 135    | 9      | 43    | 60     | 48   | 39     |
| 1987 | 삼성   | 3.55     | 21     | 4  | 7  | 1      | 0    | 4    | 2    | 109      | 111    | 11     | 48    | 32     | 44   | 43     |
| 1988 | 삼성   | 3.33     | 31     | 11 | 8  | 2      | 0    | 4    | 2    | 159 2/3  | 135    | 17     | 77    | 59     | 67   | 59     |
| 1989 | 삼성   | 3.39     | 13     | 3  | 2  | 0      | 0    | 0    | 0    | 58 1/3   | 55     | 4      | 24    | 14     | 23   | 22     |
| 1990 | 삼성   | 2.25     | 12     | 3  | 1  | 1      | 0    | 0    | 0    | 36       | 32     | 2      | 13    | 19     | 10   | 9      |
| 1991 | 삼성   | 2.97     | 28     | 8  | 4  | 1      | 0    | 2    | 1    | 148 2/3  | 141    | 9      | 56    | 59     | 61   | 49     |
| 1992 | 삼성   | 3.99     | 21     | 8  | 6  | 0      | 0    | 6    | 1    | 124      | 120    | 15     | 61    | 65     | 57   | 55     |
| 1993 | 삼성   | 2.07     | 21     | 12 | 4  | 0      | 0    | 6    | 2    | 139      | 115    | 8      | 54    | 51     | 34   | 32     |
| 1994 | 삼성   | 3.37     | 26     | 14 | 8  | 0      | 0    | 3    | 1    | 152 1/3  | 130    | 9      | 68    | 46     | 66   | 57     |
| 1995 | 삼성   | 4.36     | 25     | 7  | 8  | 0      | 0    | 1    | 0    | 126      | 127    | 13     | 52    | 58     | 67   | 61     |
| 1996 | 삼성   | 3.96     | 16     | 3  | 3  | 0      | 0    | 0    | 0    | 50       | 52     | 4      | 35    | 36     | 22   | 22     |
| 1997 | 삼성   | 3.31     | 28     | 7  | 7  | 0      | 0    | 0    | 0    | 89 2/3   | 91     | 6      | 44    | 45     | 44   | 33     |
| 1998 | 삼성   | 4.87     | 17     | 1  | 1  | 0      | 0    | 0    | 0    | 40 2/3   | 48     | 2      | 23    | 16     | 22   | 22     |
| 1999 | 롯데   | 5.79     | 13     | 1  | 2  | 1      | 0    | 0    | 0    | 23 1/3   | 25     | 4      | 12    | 15     | 16   | 15     |
| 통산 | 14시즌 | 3.32     | 301    | 97 | 66 | 8      | 0    | 32   | 10   | 1405 2/3 | 1317   | 115    | 610   | 575    | 581  | 518    |

## 관련 어록
| “ | 예전에 성준과 강태원 투수가 선발 대결을 펼치면요, 게임 끝난 후에 턱에 수염이 나 있어요. | ” |
|   | — 이병훈 해설위원,                                                                      |   |